# Systenotheca vortriedei
Systenotheca vortriedei är en slideväxtart som först beskrevs av Townshend Stith Brandegee, och fick sitt nu gällande namn av J.L. Reveal & C.B. Hardham. Systenotheca vortriedei ingår i släktet Systenotheca och familjen slideväxter. Inga underarter finns listade i Catalogue of Life.